# Frida Maanum
Frida Leonhardsen Maanum (Oslo, 16 juli 1999) is een voetbalspeelster uit Noorwegen. Ze speelt als middenvelder voor Arsenal WFC in de FA Women's Super League. 

## Clubcarrière
Frida Leonhardsen Maanum begon haar carrière bij Bærumløkka en Stabæk alvorens ze haar eerste profcontract tekende bij Lyn 1896 FK. In de herfst van 2014 maakte Maanum haar debuut in de Toppserien, het hoogste niveau van Noorwegen.
In 2017 keerde Maanum terug bij Stabæk IF. Na één seizoen stapte ze over naar het Zweedse Linköpings FC. In haar debuutseizoen bij Linköpings FC won Maanum gelijk de titel in de Damallsvenskan. Maanum werd al snel een van de sterkhouders van Linköpings FC en werd in het seizoen 2020-21 aanvoerder. In haar laatste wedstrijd tegen Örebro SK maakte Maanum een doelpunt.
In 2021 maakte Maanum de overstap naar de Engelse FA Women's Super League waar ze voor Arsenal WFC ging spelen. Op 5 september 2021 maakte ze haar debuut door in de basis te starten voor Arsenal in een 3-2 gewonnen thuiswedstrijd tegen Chelsea FC. Maanum mocht ook voor Arsenal in Champions League spelen waarin ze belangrijk was met haar eerste doelpunt tegen FC Barcelona. Haar eerste doelpunt in de Super League maakte Maanum op 10 oktober 2021 in de thuiswedstrijd tegen Everton WFC. In de tweede seizoenshelft kwam Maanum minder tot spelen toe.
Op 19 oktober 2022 speelde Maanum de uitwedstrijd tegen Olympique Lyon die Arsenal, mede door een doelpunt van Maanum, met 1-5 wist te winnen. Op 29 maart 2023 maakte Maanum een belangrijk doelpunt in de thuiswedstrijd tegen FC Bayern München door de bal in de kruising te jagen. Dit doelpunt werd later verkozen tot Goal of the Season van dat Champions League seizoen. In de Super League kwam Maanum dat seizoen tot 16 doelpunten en 5 assists. Dit leverde Maanum een nominatie op voor Arsenal Player of the Year en Women's Super League Player of the Season.
Op 1 juni 2023 tekende Maanum een nieuw contract bij Arsenal.
Tijdens de finale om de EFL Cup tegen Chelsea F.C. op 31 maart 2024 zakte Maanum in elkaar zonder dat er een bal of andere speelster in de buurt was. Arsenal kwam al snel met de bevestiging dat Maanum bij bewustzijn was en kon praten. Zonder Maanum wist Arsenal de League Cup, door een doelpunt van Stina Blackstenius, alsnog te winnen. In mei 2025 won Maanum met Arsenal de UEFA Women's Champions League 2024/25.

## Statistieken
| Seizoen    | Club          | Land      | Competitie              | Wedstrijden | Doelpunten |
| ---------- | ------------- | --------- | ----------------------- | ----------- | ---------- |
| 2017-2018  | Lyn 1896 FK   | Noorwegen | Toppserien              | 45          | 8          |
| 2017       | Stabæk IF     | Noorwegen | Elitedivisionen         | 11          | 2          |
| 2017-2021  | Linköpings FC | Zweden    | Damallsvenskan          | 80          | 22         |
| 2021-heden | Arsenal WFC   | Engeland  | FA Women's Super League | 60          | 14         |
| Totaal     | Totaal        | Totaal    | Totaal                  | 187         | 46         |

Laatste update: 3 april 2024

## Internationaal
Frida Leonhardsen Maanum maakte haar debuut als international voor het Noorse nationale team op 11 juli 2017 in wedstrijd tegen Frankrijk.
In juli 2017 werd Maanum opgenomen in de selectie voor het EK 2017 in Nederland. Voor Noorwegen werd dit toernooi geen succes. Na drie nederlagen was het toernooi al over. In de openingswedstrijd tegen Nederland startte Maanum in de basis en mocht invallen tegen Denemarken.
In 2019 mocht Maanum met haar land aantreden op het WK 2019. Hierin bereikte Noorwegen de kwartfinales waarin Engeland met 3-0 te sterk was. Maanum kwam alle wedstrijden, behalve die kwartfinale, in actie voor Noorwegen 
In 2022 werd Maanum opnieuw geselecteerd voor het Europees kampioenschap voetbal vrouwen 2022. Dit EK werd opnieuw geen succes voor Noorwegen. Mede door een doelpunt van Maanum werd Noord-Ierland in de eerste wedstrijd nog wel met 4-1 verslagen, maar daarna volgden een 8-0 nederlaag tegen Engeland en een desastreuze 1-0 nederlaag tegen Oostenrijk. Maanum kwam alle drie de wedstrijden in actie.
In 2023 werd Maanum opnieuw opgenomen in de selectie door bondscoach Hege Riise voor het WK 2023 in Australië en Nieuw-Zeeland. Door een 6-0 overwinning op Filipijnen wist Noorwegen de achtste finales te halen. Hierin was Japan met 3-1 te sterk. Maanum kwam alle vier de wedstrijden van Noorwegen in actie op dit toernooi.